# Віденський спис

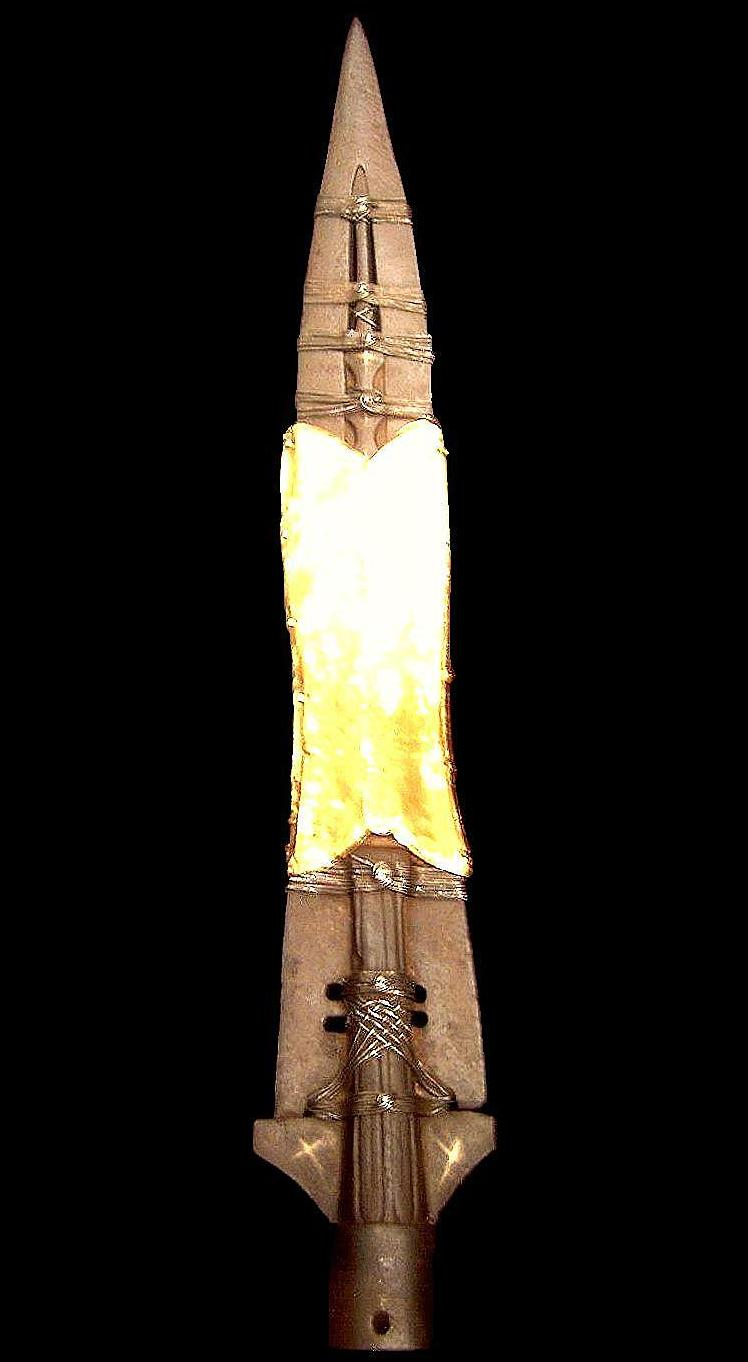
Віденський спис в експозиції Гофбурга

Ві́денський спис або Гофбурзький спис або Спис Святого Маврикія — артефакт, який вважається імовірним оригіналом одного зі знарядь Страстей Христових. Як і всі Знаряддя Страстей, спис вважається однією з найбільших реліквій християнства. В даний час зберігається в імперській скарбниці Гофбург.
Цей артефакт є одним із декількох, що претендують називатися Списом Долі.
Достовірно відомо, що спис використовувався в коронаційній церемонії тільки один раз — при коронації імператора Генріха II. В одному з ілюстрованих рукописів збереглася мініатюра, що зображає цей урочистий момент. У лівій руці імператор тримає Державу, в правій — Спис.

## Легенди про походження

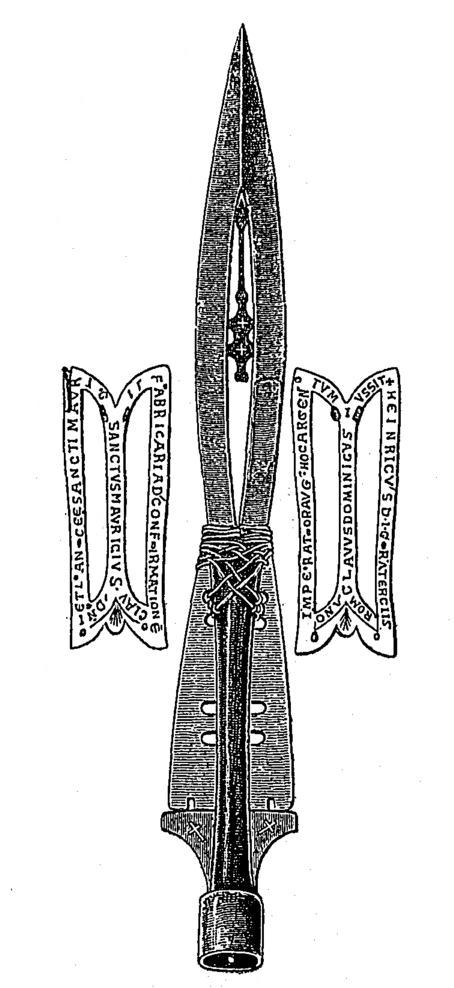
Малюнок Віденського списа зі знятими золотими накладками, D'après F. de Mély, 1904

### Спис Лонгіна
За однією з легенд, саме цим списом римський центуріон Гай Касій Лонгин, вдарив розп'ятого Ісуса Христа між 4 і 5 ребром, проткнув плевру, легеню та серце, не пошкодивши кісток. Спис перейшов до батька Гая від діда, який служив в армії Германіка, а потім до Гая. За переказами Гай Касій командував римським загоном, який охороняв Голгофу, і завдав Ісусу списом «удар милосердя» в підребер'я. Йосиф Аримафейський зібрав кров Христа в чашу Грааля, зняв його тіло з хреста, обгорнув плащаницею і поклав до гробу. Під час страти Ісуса Гай Касій увірував в нього як в Сина Божого, він став християнином і згодом був канонізований, як святий під ім'ям Лонгін. Відразу ж після «удару милосердя» спис за легендою набув свого священного статусу, він став однією з найважливіших реліквій християнського світу.

### Спис Святого Маврикія
За іншою легендою, хофбурзький спис раніше належав Святому Маврикію. Згідно з даними експертизи хофбурзька реліквія на кілька століть молодша Євангельських подій. Тому більш вірогідною є гіпотеза про можливу приналежність списа святому мученику Маврикію — воїну Фіванського легіону, потерпілого, разом з 70-ма соратниками-християнами, в IV столітті в Німеччині (в нинішній Північній Швейцарії). Римські воїни, як і євангельський Лонгін Сотник, нерідко приймали християнство ще в язичницькі століття. Фіванський легіон вирізнявся особливо великим числом воїнів-християн. У період антихристиянських гонінь легіон був оточений спеціально посланими каральними військами і знищений.
Спис святого Маврикія вже в V—VI ст. був відомий, як тронна інсигнія Бургундського правлячого дому. Пізніше він перейшов до династії Каролінгів, від якої і могли успадкувати спис німецькі імператори.
«Списом Лонгіна» він став називатися з того часу, як король, майбутній імператор, Оттон Великий розгромив у день пам'яті святого Лонгіна полчища угорців-язичників в битві на Леху в 955 році. Від Оттонів спис перейшов як державна реліквія до подальших імператорських династій, поки не дістався Габсбургам.
У середньовічній Європі його називали Списом Долі. Існувало пророцтво: якщо Спис Долі потрапить до людини, здатної усвідомити його чудодійні таємні можливості і оволодіти ним, така людина зможе взяти в свої руки долю світу. Легенда дожила від часів середньовічних лицарів-тамплієрів, через розенкрейцерів і масонів, до ХХ ст., Коли стала однією з окультних складових нацистського гітлерівського міфу.

## Опис артефакту
Це залізний наконечник для середньовічного списа, який кріпився на дерев'яному держаку. Довжина такого списа в два рази перевищувала ріст воїна-піхотинця. Довжина наконечника — 50,8 см, ширина — 7,9 см. Сталевий наконечник складається з двох частин, скріплених срібним дротом і стягнутих золотою муфтою-накладкою. У лезо наконечника вставлений кований цвях, який, згідно з легендою, є одним зі Знарядь Страстей. Цвях прикручений до порожнини леза наконечника срібним дротом. Напис на золотій накладці говорить: «Спис і Цвях Господні» (лат. LANCEA ET CLAVUS DOMINI). На внутрішньому срібному обручі — більш докладний текст:
Милістю Божою Генріх IV, великий римський імператор, найясніший, наказав зробити сей срібний обруч, щоб скріпити Цвях Господній і Спис святого Маврикія (лат. CLAVVS DOMINICVS + HEINRICVS D (EI ) GR (ATI) A TERCIVS ROMANO (RUM) IMPERATOR AVG (USTUS) HOC ARGENTUM IVSSIT FABRICARI AD CONFIRMATIONE (M) CLAVI LANCEE SANCTI MAVRICII + SANCTVS MAVRICIVS).
У своїй серединній частині спис зламано і складається з двох частин. Для того щоб скріпити наконечник, в різний час на лезо наконечника надівали накладки: залізна за часів імператора Оттона III (X—XI століття), срібна за часів імператора Священної Римської імперії Генріха IV (XI—XII століття) і золота з часів імператора Священної Римської імперії Карла IV Люксембурзького (XIV століття).
Ліутпранд кремонський в його «Історії», закінченій в 961 р., описує Святий Спис, що належав Оттону Великому. Це опис цілком збігається з описом хофбурзького списа. Спис Оттона Ліутпранд зводить, в свою чергу, до списа Карла Великого. Карл у 774 р. отримав від Папи Римського як священну інсигнію «переможну ромфею» (спис) імператора Костянтина.
У класичній «Енциклопедії зброї» видатного австрійського історика і зброєзнавця Вендалена Бехайма віденський спис св. Маврикія згадується як типовий ранньосередньовічний спис з двома крильцями біля основи, що має сліди численних пізніших прорізів в наконечнику і золотих накладок. Бехайм датує його приблизно IX століттям н. е. і відзначає як артефакт, цікавий з точки зору історії зброї, як один з найстаріших зразків списів епохи Середньовіччя:
 Особливо важливий наконечник, що зберігся, який якщо і не такий давній, як стверджує легенда, то, безсумнівно, може бути визнаний найстарішим зразком Середньовіччя. Це так званий спис Св. Маврикія в скарбниці австрійського імператорського палацу у Відні. Якщо відкинути ореол святості, яким огорнули побожні люди цю реліквію, то перед нами постане звичайний спис з двома крильцями біля нижнього кінця і короткою втулкою. Він нічим не нагадує форму римського списа: серед звичайних знахідок, що відносяться до античності, немає нічого схожого. Зате в деталях цього наконечника легко впізнати предка всіх середньовічних списів з крильцями аж до XV століття. У цих наконечниках спостерігається специфічна форма, яка на древніх мініатюрах, таких як Золота псалтир, позначена лише нечіткою лінією. Другий примірник списа цієї форми трохи молодший першого, це спис з краківського Кафедрального собору. 

## Експертизи справжності
- Експертиза, проведена британським експертом Робертом Фезером у січні 2003 року, включала рентгеноспектральний і флуоресцентний аналіз, показала, що наконечник списа виготовлений в VII столітті, тобто дійсно відноситься до епохи раннього Середньовіччя, і ніяк не міг належати історичним Лонгіну або св. Маврикію[2]. Доктор Фезер підтвердив, що спис ніяк не міг бути створений за часів Ісуса Христа.

Розмір наконечника був дещо більшим від тих, які використовувалися римськими легіонерами.
Та ж експертиза доктора Фезера встановила, що срібний дріт, яким скріплений зламаний наконечник списа, виготовлений раніше 600 року нашої ери, срібна накладка виготовлена в XI столітті, а золота в XIV .

## Гофбурзький спис і Гітлер

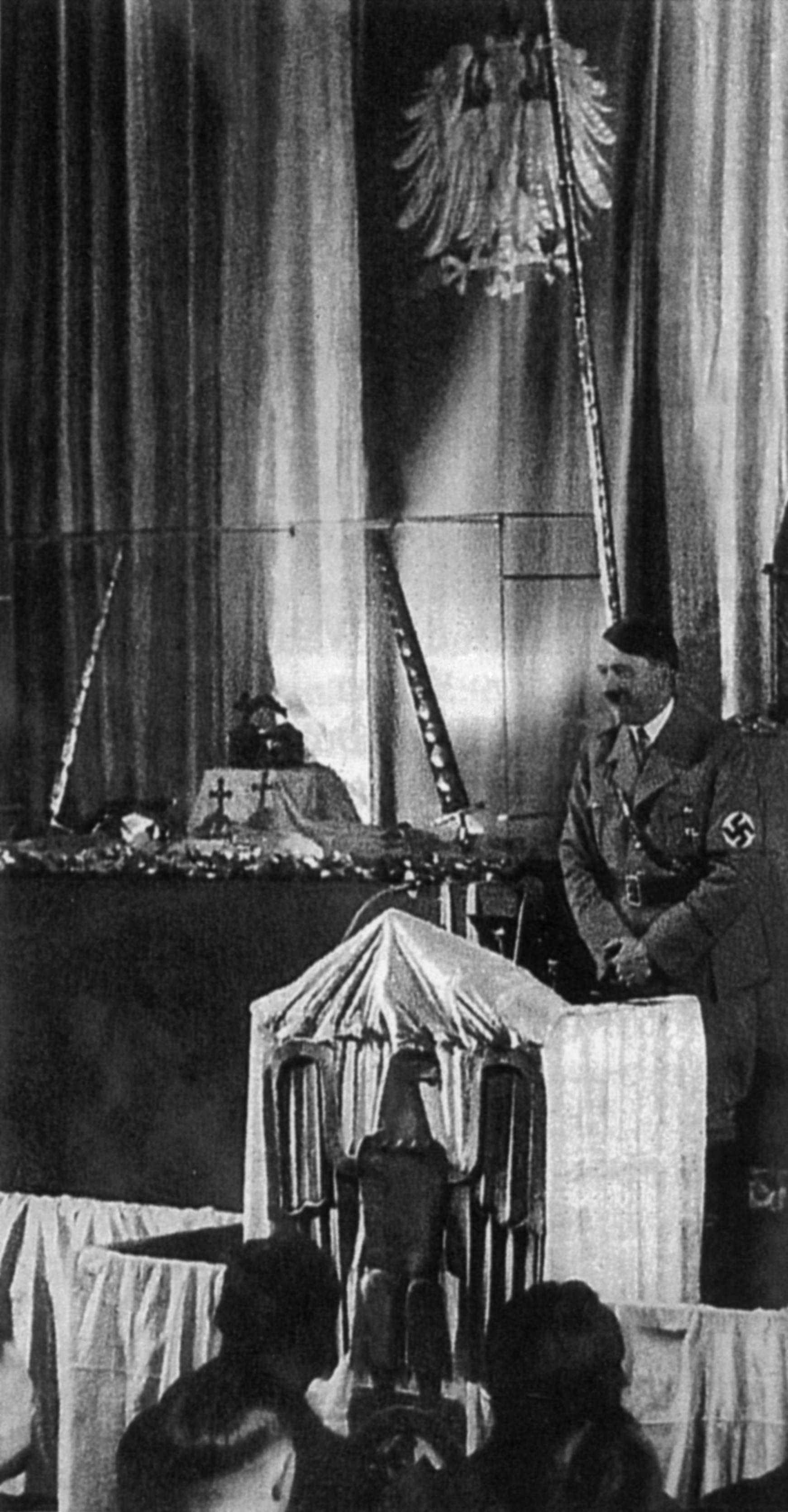
Гітлер поряд з імперськими клейнодами. 1938 рік.

Вперше Гітлер побачив спис у 1909 році, коли робив ескізи фасаду музею Гофбург і зайшов до музею, щоб зігрітися. Він опинився в залі скарбів Габсбургів, де були виставлені імперські клейноди.
Нібито при вигляді списа Гітлер впав у стан трансу, тільки нагадування доглядача про те, що музей закривається, змусило його отямитись і залишити зал. Вночі Гітлер не зміг заснути, а рано вранці знову прийшов до Гофбурзького палацу. Коли музей відкрився, він вбіг у зал і занурився в споглядання списа Лонгина. У цей день відбулося те, що Гітлер назвав «посвяченням у сутність списа Долі». Спис Лонгіна став для нього священним символом, носієм магічного одкровення. Під впливом легенди про спис Лонгіна Гітлер з депресивного стану перейшов в маніакальне, а цей перехід супроводжувався галюцинаціями.
15 березня 1938 року, в день святого Лонгіна, Гітлер прибув у Гофбурзький палац у супроводі Гіммлера і пред'явив свої права на спис Лонгіна. У палаці Гітлера зустрів і керівник Верховного партійного суду Вальтер Бух і керівник австрійських СС Ернст Кальтенбруннер. Бух повинен був забезпечити легальну передачу Німеччині імперських клейнодів. Гітлер разом з Гіммлером увійшов до зали, де було виставлено спис Долі. Трохи згодом Гіммлер вийшов, залишивши Гітлера наодинці зі списом, якого він не бачив більше чверті століття. Гітлер віддав розпорядження — спис має знаходитися в стародавній церкві Святої Катерини в Нюрнберзі. На «Площі героїв» перед віденським Гофбургом був організований мітинг. Гітлер виголосив з балкона палацу промову, яку закінчив такими словами:

| Я оголошую німецькому народові про те, що виконав найважливішу місію в моєму житті. Як фюрер німецької нації і рейхсканцлер я перед обличчям історії заявляю про вступ моєї батьківщини в Німецький рейх! [4] |
13 жовтня 1938 року з Відня до Нюрнберга бронепоїздом було доставлено спис Долі та інші імперські клейноди. Ця подія стала святом, на вокзалі зібрався натовп, щоб побачити прибуття поїзда. Війська утворили живу загорожу на шляху від вокзалу до церкви Св. Катерини, по якій бронетранспортери везли імператорські скарби. Крім Списа Долі в інвентарному списку значилися: зуб Івана Хрестителя, клапоть скатертини зі столу Тайної вечері, гаман Святого Ельма, біблія першого Папи Римського, камінь зі стіни Єрусалимського храму.
Спис доставили в зал мейстерзінгерів, де облаштували спеціальне сховище зі складною системою сигналізації. Обербургомістр Нюрнберга Віллі Лібель був обраний зберігачем священного списа, Вольфрам Сіверс відповідав за організацію «наукових досліджень» списа Долі. Коли Гітлер відвідував Нюрнберг, він заходив до церкви Св. Катерини і споглядав спис Долі.
Документально підтверджено, що атрибути імператорської влади були перевезені у 1938 році з Відня до Нюрнберга за ініціативою нюрнберзького обер-бургомістра Віллі Лібеля, а не Гітлера. Є також статті дослідного інституту СС Аненербе, у яких імперські регалії виводять з німецьких символів панування. Жодних документальних даних про особливий інтерес до спису Долі з боку лідерів Третього рейху не знайдено.

## Сучасні легенди

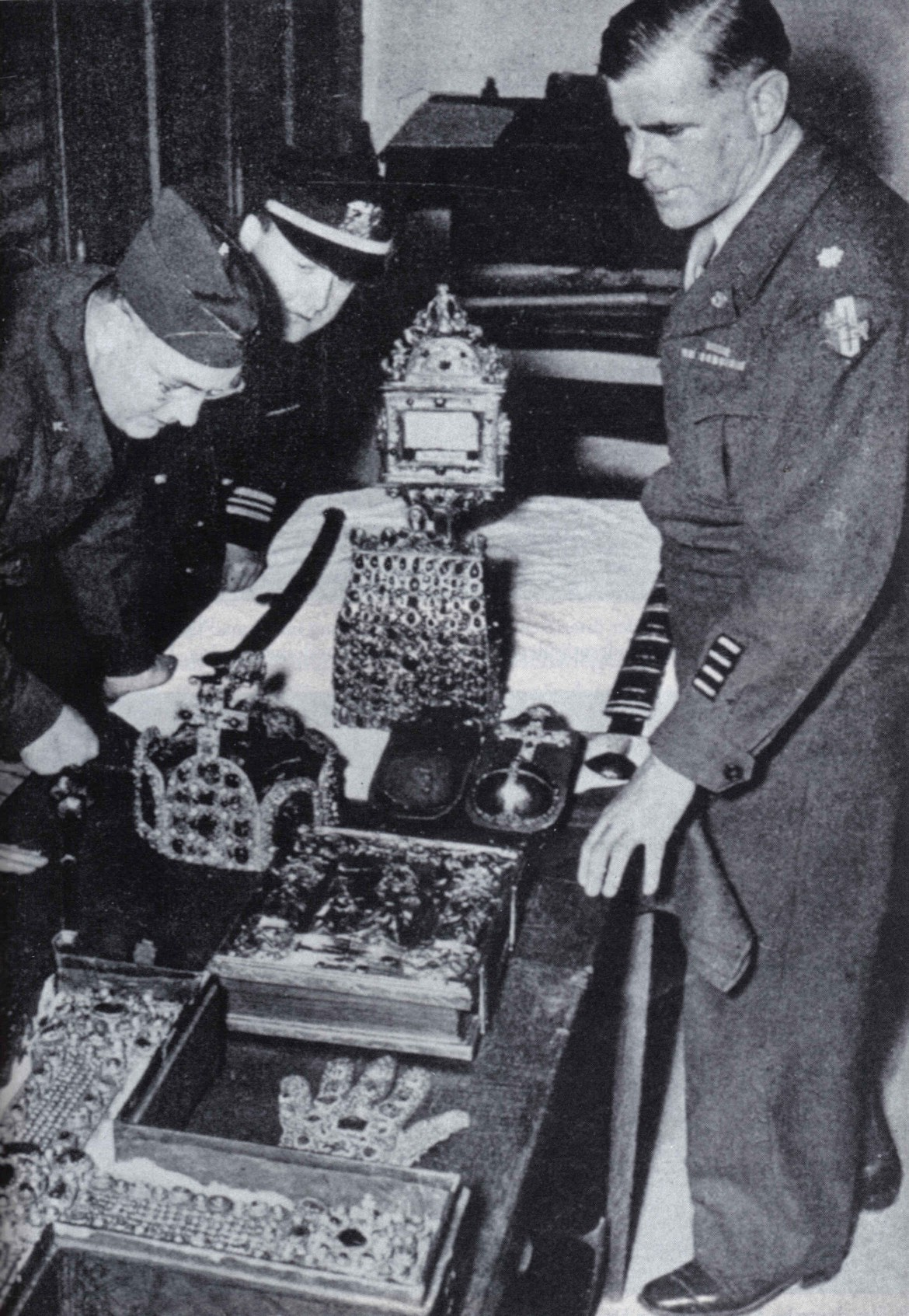
1946 рік, американці передають імперські клейноди в Віденський Національний банк

- Ріхард Вагнер і Ніцше в період створення опери «Парсіфаль» спільно здійснили паломництво до Відня, щоб побачити спис. Коли Вагнер і Ніцше поглянули на Спис, філософ сказав композитору: «Бог помер. Його вбили ти і я».
- Х'юстон Чемберлен постійно відвідував (з 1889 по 1909 рік) Хофбург, годинами розглядав спис Лонгіна і «відчував дух Часу». Він вселяв останньому німецькому імператору Вільгельму II необхідність опанувати списом. Той збирався переконати австрійського імператора прислати спис нібито для демонстрації реліквії, щоб привласнити її. Але Франц Йосиф I (за допомогою містика-полководця Хельмут Карл Бернгард фон Мольтке) запідозрив підступ і відмовив Вільгельму II.
- Гітлеру приписують цитату, в якій він описує момент «свого пізнання списа»:

| «У ту ж секунду я зрозумів, що настав знаменний момент у моєму житті. Довгі хвилини я стояв, розглядаючи спис, абсолютно забувши про все, що відбувалося навколо. Здавалося, що спис зберігає якусь таємницю, від мене вислизає, однак мною володіло таке відчуття, ніби я знаю щось про неї, але не в змозі проаналізувати її зміст у своїй свідомості. Спис був чимось на зразок магічного носія одкровення; він відкрив таке прозріння в ідеї світу, що людська уява здавалося більш реальним, ніж реальність матеріального світу. Що за безумство опанувало моїм розумом і родило бурю в моєму серці? .. » |
- Вінстону Черчилю приписують таку цитату:

| «Барани з нашого уряду, не розуміють, що ця людина хоче володіти Списом Долі. І як тільки він його отримає, він розв'яже найкривавішу війну » |
- 30 квітня 1945 року о 14 годині 10 хвилин тайник поблизу від Нюрнберга, де зберігалося Спис Долі, виявили офіцери контррозвідки 7-ї американської армії. У той же день в 15:30 Гітлер в імперському бункері покінчив життя самогубством. Але насправді між виявленням Списа Долі солдатами американської армії і смертю Гітлера пройшло 2 тижні.
- Генерал Паттон захоплювався історією, міфологією, стародавніми містеріями і був в цих питаннях справжнім знавцем. Генерал розшукав серед трофеїв Спис і передав президенту США Трумену. Володіючи ним, Трумен віддавав наказ про бомбардування Хіросіми і Нагасакі. Через кілька місяців, 4 січня 1946 року, згідно з наказом Дуайта Ейзенхауера, генерал Кларк в урочистій обстановці повернув спис бургомістрові звільненого Відня.

## Достовірно відомі власники та зберігачі списа

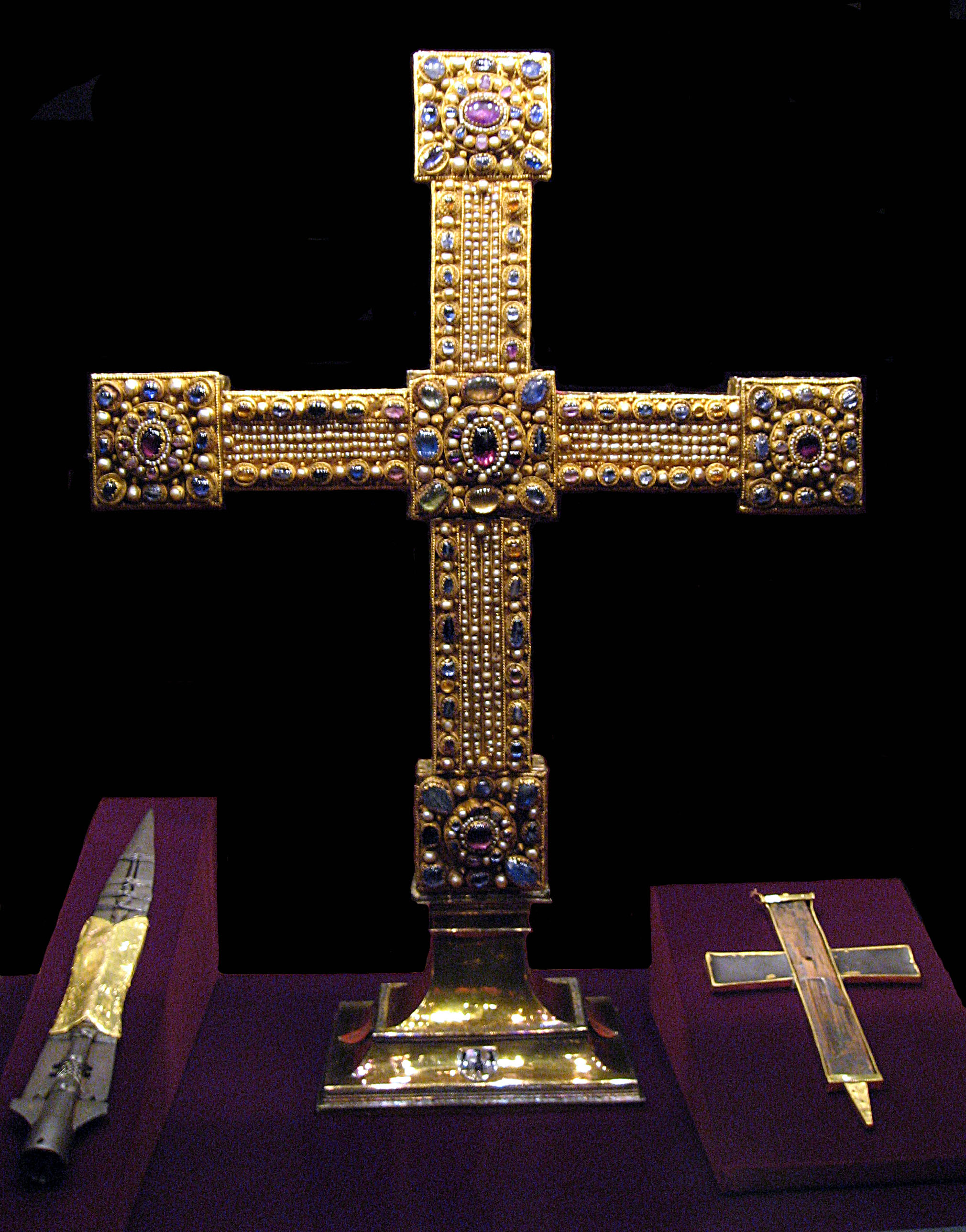
Святий спис, Імперський хрест і Животворящий хрест. Скарбниця Хофбурзького замку

- Імператор Оттон I (912—973) — перший достовірно відомий власник віденського списа, в хроніці про коронуванні якого він згадується. Потім він згадується в описі його битви з угорцями на річці Лех 955 року. Оттон I для цього символу вищої могутності 968 року спеціально збудував величний собор у Магдебурзі.
- Імператор Оттон III (980—1002) — відчуваючи страх перед кінцем світу в 1000 році, передає спис римському папі.
- Генріх IV (1050—1106) на честь своєї коронації повелів італійському ювелірові вставити в лезо «святий цвях» з хреста, на якому, за словами імператора, розіп'яли Ісуса. За його наказом спис обернули срібною оболонкою з написом «Цвях Господа нашого».
- Фрідріх I Барбаросса (1122—1190) — учасник Третього хрестового походу.
- Фрідріх II (1194—1250).
- Імператор Карл IV — першим назвав артефакт «Списом Господа» і наказав покрити золотом потьмяніле срібло, замінити колишній напис на більш точний — «Спис і Цвях Христові». Реліквію виставили на загальний огляд в Празькому замку. Британський історик, який написав монографію про короля Богемії Карла IV, стверджував, що в цистерціанський монастир в горах Тіроля почет Карла IV виявив наконечник списа, що пронизав тіло Спасителя.
- Імператор Сигізмунд I Люксембург (1368—1437), при якому розправилися з чеським реформатором Яном Гусом, перевіз спис з Праги в Нюрнберг. При перевезенні, спис в числі інших цінностей, сховали під купою риби, завантаженої на простий віз, який супроводжували 4 людини. Крім спису там знаходилися зуб Івана Хрестителя, мощі святої Анни і шматочок дерев'яних ясел, куди, за переказами, Марія поклала немовля Христа.

Сигізмунд I місцем зберігання реліквій в Нюрнберзі вибрав собор Св. Катерини (нині — руїни, в яких проходять рок-концерти).
- Барон фон Гугель — щоб реліквія не дісталася Бонапарту, міська рада Нюрнберга вирішила тимчасово укрити імперські скарби у Відні. Місію здійснив регенсберзький барон фон Гугель, який після розпаду в 1806 році Священної Римської імперії, продав імперські скарби австрійському імператорському дому Габсбургів.
- Штандартенфюрер СС Конрад Бух — за кілька днів до аншлюсу у Відні, під виглядом комівояжера, з'явився штандартенфюрер СС Конрад Бух, метою якого було доручення Гітлера — не дати австрійцям заховати імперські скарби з Музею історії мистецтв. Там, в залі № 11, за скляною вітриною під № 155 зберігався експонат, табличка під яким мала напис: «Священний спис, епоха Каролінгів, VIII століття. З пізнішими додаваннями сталі, заліза, латуні, срібла, золота і шкіри».
- Адольф Гітлер — завжди прагнув володіти цим списом. Історики свідчать, що ще в юності він годинами стояв у Віденському музеї історії мистецтв перед вітриною, в якій була виставлена реліквія. Після аншлюсу з Австрією, Гітлер оголосив спис «імперським скарбом», вивіз спис в Німеччину і помістив в Нюрнберзі. Перед своєю смертю, Гітлер намагався заховати спис. Є документальні підтвердження, що він наказав відправити реліквію в Антарктиду на підводному човні. Але виконати його завдання не встигли. За однією з версій цей спис у 1946 році в колодязі в Нюрнберзі знайшли американці.
- Генерал Паттон

## Легендарні власники списа

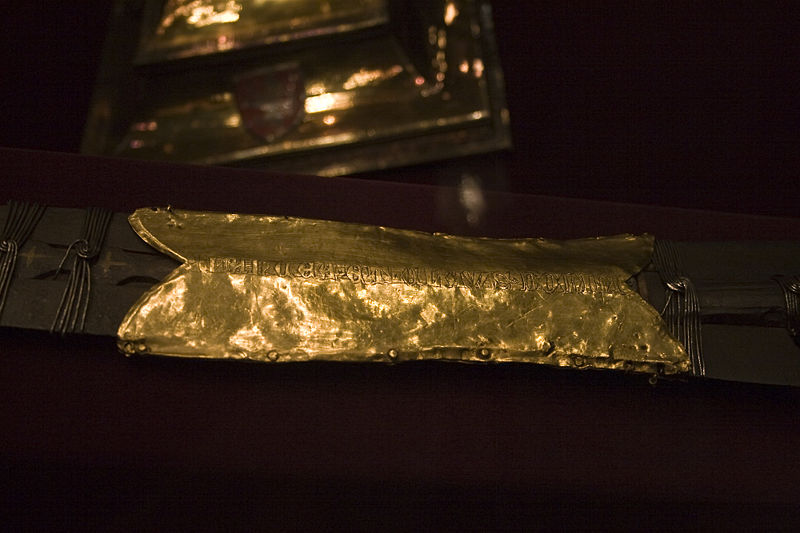
Фотографія накладок віденського списа

- Пінхас — маг і каббаліст, онук Аарона, син первосвященика Єлеазара, третій за рахунком первосвященик Юдеї. За легендою, він наказав викувати цей спис як символ сил крові ізраїльтян, як обраного народу. Пінхас власноруч стратив відступників, славився небаченим даром спілкуватися з силами, які в ті часи іменували богом. Спис протягом всього його життя допомагав досягати цілей, недоступних простим смертним.
- Ісус Навин — вождь юдейського народу, за легендою кинувся з цим списом в атаку на укріплений Єрихон.
- Саул — по легенді кинув цей спис у юного Давида в безсиллі і ревнощів до майбутньої слави.
- За допомогою списа Лонгіна відганяє від Юдеї язичників цар Соломон.
- Ірод Великий — за легендою, спираючись на Спис, віддав наказ про винищення невинних немовлят. За іншою легендою цим списом стража Ірода Великого знищувала всіх немовлят чоловічої статі в Єрусалимі, сподіваючись таким чином погубити новонародженого Ісуса Христа.
- Гай Кассій (Лонгин) — римський воїн, центуріон, згідно з Євангелієм, встромив це спис між 4 і 5 ребром Ісуса Христа.
- Йосиф Аримафейський — за легендою, зберіг і привіз до Британії Святий Грааль і спис (за однією з пізніх версій — в абатство Гластонбері).
- Святий Маврикій — за середньовічною легендою володів цим списом.
- Аттіла (бл. 406—453 рр..) Перш ніж піти від обложеного міста, Аттіла прискакав до групи римських воїнів і кинув до їхніх ніг піку. Осадивши коня, вождь гунів нібито вигукнув: «Забирайте свій священний спис — мені він не в допоміг, бо я не знаю Того, хто освятив його».
- Лев III — римський папа, з його допомогою врятував Рим від гунів Аттіли.
- Діоклетіан — римський імператор.
- Парсифаль — легендарний останній хранитель чаші Грааля, за легендою повернув Спис в Палестину на своєму шляху в Індію.
- Костянтин Великий (272—337) — римський імператор тримав спис у битві біля моста Мілвіус. За легендою, спис знаходилося в руках Костянтина, коли він оглядав місце для закладення своєї нової столиці — міста Константинополя. Спис передала Костянтину його глибоко віруюча мати Олена, вона особисто відшукала в Палестині священні реліквії, включаючи хрест Розп'яття і спис Лонгіна.
- Теодоріх I (419—451) — король готів, завдяки спису переміг орди Аттіли в 451 році при Труа.
- Одоакр — німецький воєначальник, скинув останнього римського імператора.
- Аларіх підступив до воріт Риму, але папа Лев I зумів відкупитися від грізного супротивника.
- Імператор Юстиніан — * Карл Мартелл — бився цим списом у битві при Пуатьє в 732 р.
- Карл Великий — у «Хроніках франків» історика Ейнгарда написано, що король франків «побудував свою імперію силою Священного Списа, який обдарував його здатністю керувати долею». У 803 році для того, щоб схилити імператора франків Карла Великого до військової співпраці, патріарх Єрусалимський підніс йому спис в дар. Карл Великий виграв 47 боїв, в кожен з яких брав спис. За легендою, спис посилив його дар ясновидіння, що допомогло Карлу виявити місце поховання святого Якова в Іспанії і наділило його власника здатністю передбачати майбутнє. Коли імператор повертався із Саксонії, по небу пронеслася комета, його кінь лякливо рвонувся вбік і скинув вершника. Спис, який Карл тримав в лівій руці, впав у багно. Незабаром король помер. Його віра в силу талісмана була такою сильною, що він постійно тримав його поруч із собою.
- Генріх I Птахолов — за легендою в Унструтській битві тримав цей спис у руках.